# Olympische Sommerspiele 1992/Synchronschwimmen – Solo
Das Synchronschwimmen im Solo bei den Olympischen Spielen 1992 in Barcelona fand vom 2. bis 6. August 1992 in der Piscines Bernat Picornell statt.
Olympiasiegerinnen wurden die US-Amerikanerin Kristen Babb-Sprague und Sylvie Fréchette aus Kanada. Die Bronzemedaille ging an die drittplatzierte Japanerin Fumiko Okuno.
Insgesamt 53 Teilnehmerinnen gingen in einer Vorrunde mit einer technischen Übung an den Start. Die besten 18 Starterinnen absolvierten anschließend eine Kür, wobei nur eine Starterin pro Nation diese Wettkampfphase bestreiten durfte. Die acht besten Starterinnen aus Vorrunde und Kür traten im Finale an, das wiederum aus der Wertung der technischen Übung und einer erneuten Kür bestand.

## Ergebnisse

### Vorrunde
| Platz | Name                    | Nation                        | Punkte |
| ----- | ----------------------- | ----------------------------- | ------ |
| 01    | Kristen Babb-Sprague    | Vereinigte Staaten            | 92,808 |
| 02    | Sarah Josephson         | Vereinigte Staaten            | 92,587 |
| 03    | Karen Josephson         | Vereinigte Staaten            | 92,564 |
| 04    | Sylvie Fréchette        | Kanada                        | 92,557 |
| 05    | Vicky Vilagos           | Kanada                        | 91,175 |
| 06    | Penny Vilagos           | Kanada                        | 89,534 |
| 07    | Fumiko Okuno            | Japan                         | 89,016 |
| 08    | Mikako Kotani           | Japan                         | 88,590 |
| 09    | Olga Sedakowa           | Vereintes Team                | 88,346 |
| 10    | Aki Takayama            | Japan                         | 87,920 |
| 11    | Jelena Dolschenko       | Vereintes Team                | 87,590 |
| 12    | Kerry Shacklock         | Großbritannien                | 86,799 |
| 13    | Anne Capron             | Frankreich                    | 86,689 |
| 14    | Anna Kozlova            | Vereintes Team                | 86,540 |
| 15    | Christina Thalassinidou | Griechenland                  | 85,884 |
| 16    | Marjolijn Both          | Niederlande                   | 85,834 |
| 17    | Karine Schuler          | Frankreich                    | 85,731 |
| 18    | Marianne Aeschbacher    | Frankreich                    | 85,702 |
| 19    | Tan Min                 | China                         | 85,257 |
| 20    | Tamara Zwart            | Niederlande                   | 85,016 |
| 21    | Sonia Cárdeñas          | Mexiko                        | 84,976 |
| 22    | María Elena Giusti      | Venezuela                     | 84,973 |
| 23    | Guan Zewen              | China                         | 84,775 |
| 24    | Wang Xiaojie            | China                         | 84,752 |
| 25    | Claudia Peczinka        | Schweiz                       | 84,581 |
| 26    | Elizabeth Cervantes     | Mexiko                        | 84,538 |
| 27    | Natasha Haynes          | Großbritannien                | 84,495 |
| 28    | Eva López               | Spanien                       | 84,379 |
| 29    | Monika Müller           | Deutschland                   | 84,147 |
| 30    | Laila Vakil             | Großbritannien                | 83,934 |
| 31    | Marta Amorós            | Spanien                       | 83,907 |
| 32    | Rahel Hobi              | Schweiz                       | 83,723 |
| 33    | Paola Celli             | Italien                       | 83,610 |
| 34    | Frouke van Beek         | Niederlande                   | 83,495 |
| 35    | Gláucia Soutinho        | Brasilien                     | 83,383 |
| 36    | Christine Müllner       | Österreich                    | 83,207 |
| 37    | Lourdes Olivera         | Mexiko                        | 82,686 |
| 38    | Giovanna Burlando       | Italien                       | 82,525 |
| 39    | Fernanda Veirano        | Brasilien                     | 82,396 |
| 40    | Beatrix Müllner         | Österreich                    | 82,363 |
| 41    | Celeste Ferraris        | Australien                    | 82,330 |
| 42    | Caroline Imoberdorf     | Schweiz                       | 82,043 |
| 43    | Núria Ayala             | Spanien                       | 81,946 |
| 44    | Semon Rohloff           | Australien                    | 81,769 |
| 45    | Liisa Laurila           | Finnland                      | 81,765 |
| 46    | Lucie Svrčinová         | Tschechoslowakei              | 80,755 |
| 47    | Margit Schreib          | Deutschland                   | 80,594 |
| 48    | Cristiana Lobo          | Brasilien                     | 79,906 |
| 49    | Amanda Taylor           | Südafrika                     | 75,821 |
| 50    | Loren Wulfsohn          | Südafrika                     | 72,633 |
| 51    | Marija Senica           | Unabhängige Olympiateilnehmer | 68,072 |
| 52    | Maja Kos                | Unabhängige Olympiateilnehmer | 67,174 |
| 53    | Vanja Mičeta            | Unabhängige Olympiateilnehmer | 64,865 |

### Qualifikation
| Platz | Name                    | Nation                        | Technik | Kür   | Gesamt  |
| ----- | ----------------------- | ----------------------------- | ------- | ----- | ------- |
| 01    | Kristen Babb-Sprague    | Vereinigte Staaten            | 92,808  | 98,52 | 191,328 |
| 02    | Sylvie Fréchette        | Kanada                        | 92,557  | 98,52 | 191,077 |
| 03    | Fumiko Okuno            | Japan                         | 89,016  | 97,56 | 186,576 |
| 04    | Olga Sedakowa           | Vereintes Team                | 88,346  | 96,52 | 184,866 |
| 05    | Anne Capron             | Frankreich                    | 86,689  | 94,80 | 181,489 |
| 06    | Christina Thalassinidou | Griechenland                  | 85,884  | 93,88 | 179,764 |
| 07    | Kerry Shacklock         | Großbritannien                | 86,799  | 92,20 | 178,999 |
| 08    | Marjolijn Both          | Niederlande                   | 85,834  | 93,08 | 178,914 |
| 09    | María Elena Giusti      | Venezuela                     | 84,793  | 93,84 | 178,813 |
| 10    | Tan Min                 | China                         | 85,257  | 93,20 | 178,457 |
| 11    | Sonia Cárdeñas          | Mexiko                        | 84,976  | 93,36 | 178,336 |
| 12    | Paola Celli             | Italien                       | 83,610  | 92,64 | 176,250 |
| 13    | Eva López               | Spanien                       | 84,379  | 91,72 | 176,099 |
| 14    | Monika Müller           | Deutschland                   | 84,147  | 90,20 | 174,347 |
| 15    | Claudia Peczinka        | Schweiz                       | 84,581  | 89,76 | 174,341 |
| 16    | Gláucia Soutinho        | Brasilien                     | 83,383  | 89,68 | 173,063 |
| 17    | Beatrix Müllner         | Österreich                    | 82,363  | 90,24 | 172,603 |
| 18    | Semon Rohloff           | Australien                    | 81,769  | 90,20 | 171,969 |
| 19    | Liisa Laurila           | Finnland                      | 81,765  | 88,12 | 169,885 |
| 20    | Lucie Svrčinová         | Tschechoslowakei              | 80,755  | 86,64 | 167,395 |
| 21    | Marija Senica           | Unabhängige Olympiateilnehmer | 68,072  | 79,08 | 147,152 |

### Finale
| Platz | Name                    | Nation             | Technik | Kür   | Gesamt  |
| ----- | ----------------------- | ------------------ | ------- | ----- | ------- |
| 1     | Kristen Babb-Sprague    | Vereinigte Staaten | 92,808  | 99,04 | 191,848 |
| 1     | Sylvie Fréchette        | Kanada             | 92,557  | 99,16 | 191,717 |
| 3     | Fumiko Okuno            | Japan              | 89,016  | 98,04 | 187,056 |
| 4     | Olga Sedakowa           | Vereintes Team     | 88,346  | 96,76 | 185,106 |
| 5     | Anne Capron             | Frankreich         | 86,689  | 95,76 | 182,449 |
| 6     | Christina Thalassinidou | Griechenland       | 85,884  | 94,36 | 180,244 |
| 7     | Kerry Shacklock         | Großbritannien     | 86,799  | 93,04 | 179,839 |
| 8     | Marjolijn Both          | Niederlande        | 85,834  | 93,52 | 179,354 |

Bei der Kampfrichterwertung des Pflichtprogramms von Sylvie Fréchette im Solowettbewerb kam es zu einem Skandal. Eine brasilianische Kampfrichterin bewertete eine Figur um 0,4 Punkte zu niedrig, bemerkte ihren Irrtum aber und meldete sich per Handzeichen. Dies wurde aber von den anderen Kampfrichtern ignoriert oder übersehen. Fréchette lag am Ende des Wettkampfes mit 0,251 Punkten hinter Kristen Babb-Sprague, ein Protest der kanadischen Mannschaft wurde abgewiesen. Auf Intervention von IOC-Exekutivmitglied Richard Pound aus Kanada wurde Sylvie Fréchette nachträglich ebenfalls eine Goldmedaille verliehen, das Punktergebnis blieb jedoch bestehen.